# 伊麗莎白·韓斯翠奇
伊麗莎白·法蘭西絲·韓斯翠奇（英語：Elizabeth Frances Henstridge，1987年9月11日—）是一名出身自東15表演學院的英國女演員，最為人熟知的作品為《神盾局特工》。

## 早年生活
伊麗莎白·韓斯翠奇生於英格蘭謝菲爾德，依序就讀草甸學校（Meadowhead School）、愛德華七世學校以及伯明翰大學。在完成東15表演學院的學業後，搬往洛杉磯。

## 事業
韓斯翠奇於2011年在英國肥皂劇《聖橡鎮少年》中短暫演出，飾演艾蜜莉·亞歷山大。2012年，韓斯翠奇加入The CW電視劇《Shelter》試播集的演出，但該劇後來未獲預訂。後來她參與了電影《噬血家族》、《圖廳大道黑幫》以及《書緣尋蹤》的演出。2012年11月，韓斯翠奇加入了由喬斯·溫登主理的ABC漫威影集《神盾局特工》試播集製作，並飾演潔瑪·西蒙斯探員。該劇於2013年5月10日正式獲得ABC預訂，並於2013年9月24日首播。
韓斯翠奇於《神盾局特工》第3季第5集「4722小時」中獨挑大樑的演出，獲〈TVLine〉評為當周表現最佳的演員，而該集亦被〈大西洋雜誌〉評為2015年最佳電視集數之一。

## 作品

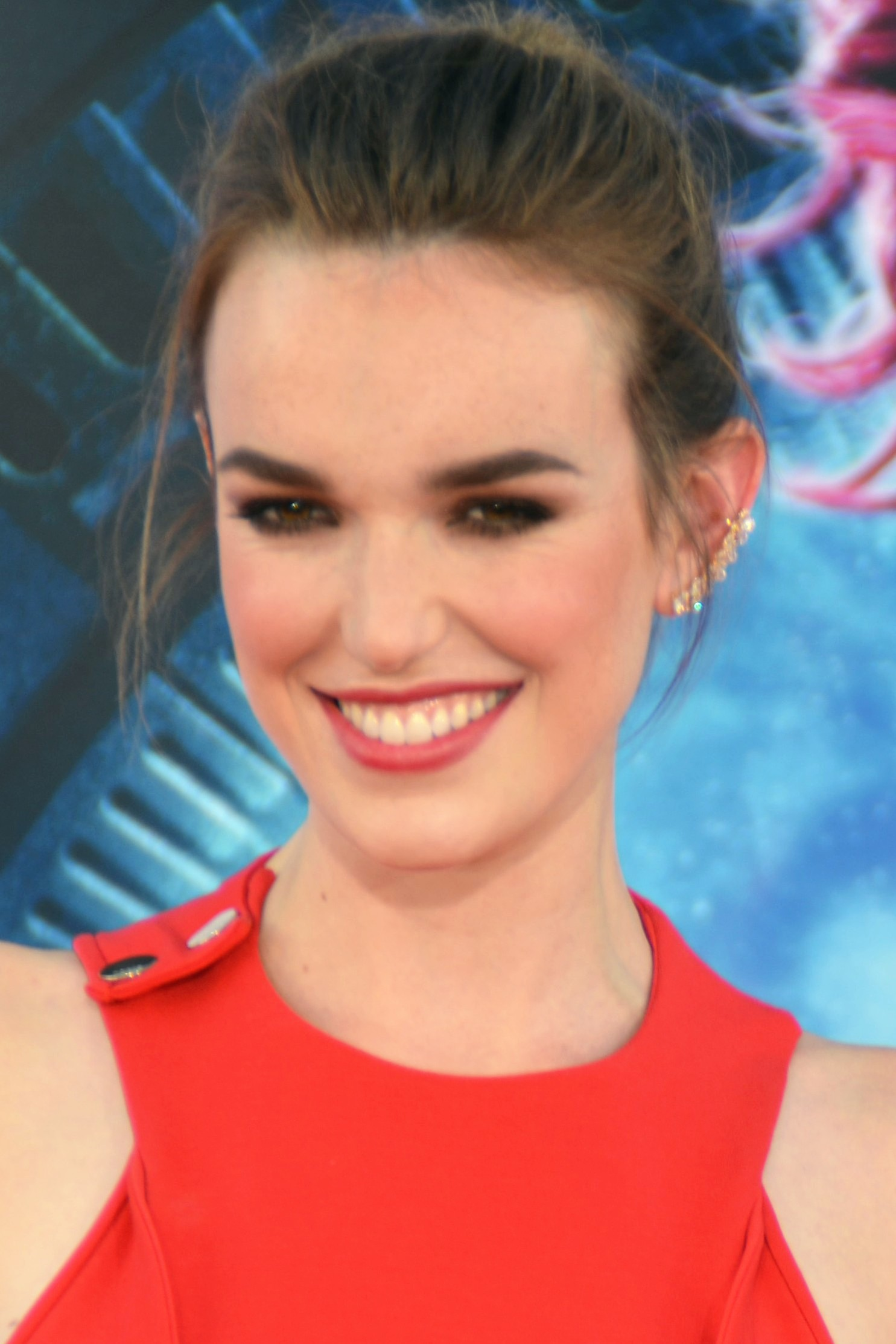
韓斯翠奇於2014年7月出席《星際異攻隊》首映會

### 電影
| 年度 | 作品                       | 角色        | 備註 |
| ---- | -------------------------- | ----------- | ---- |
| 2010 | Easy Under the Apple Bough | 農夫的女兒  | 短片 |
| 2011 | And the Kid                | Kid         | 短片 |
| 2012 | 噬血家族                   | 萊莉·史都華 |      |
| 2013 | 圖廳大道黑幫               | 凱特        |      |
| 2013 | Delicacy                   | 處女        | 短片 |
| 2014 | 書緣尋蹤                   | 伊芙        |      |
| 2016 | 門邊之狼                   | 艾碧蓋兒    |      |

### 電視
| 年度      | 作品                  | 角色             | 備註                 |
| --------- | --------------------- | ---------------- | -------------------- |
| 2011      | 聖橡鎮少年            | 艾蜜莉·亞歷山大  | 2集                  |
| 2012      | Shelter               | 葛蕾絲           | The CW未播出之試播集 |
| 2013–2020 | 神盾局特工            | 潔瑪·安妮·西蒙斯 | 主要演員             |
| 2014      | 電影學院短片          | 處女             | 1集（第2季第10集）   |
| 2015      | Penn Zero：太空英雄   | 公主             | 1集（第1季第5集）    |
| 2016      | 終極蜘蛛俠：邪惡6人組 | 潔瑪·西蒙斯      | 1集（第4季第5集）    |
| 2022      | 誰是綁架犯(Suspicion) | Tara McAllister  | 主要演員             |

## 外部連結
- 伊麗莎白·韓斯翠奇在互联网电影资料库（IMDb）上的資料（英文）
- 伊麗莎白·韓斯翠奇的X（前Twitter）